# Елиът Нес
Елиът Нес (на английски: Eliot Ness) е американски финансист и държавен служител с норвежки произход.
Известен е с опитите си да разбие нелегалната мрежа за разпространение на алкохол в Чикаго по време на Сухия режим и ръководител на легендарния екип, наричан Недосегаемите.
Нес е роден в Чикаго в семейството на норвежките пекари Петер и Ема Нес. Завършва бизнес и право в Чикагския университет през 1925 г. Започва кариерата си в Атланта като изследовател за „Ритейл Кредит Ко.“ По-късно получава назначение в района на Чикаго, където прави проучвания за кредитна информация. Придобива магистърска степен по криминология.
Съпругът на сестра му, Александър Джейми, агент на Бюрото за разследване (след 1935 г. известно като ФБР) му повлиява да постъпи в полицейските структури през 1926 г. Работи в Министерството на финансите от 1927 г. като служител в Бюрото за сухия режим в Чикаго.
След избирането на Хърбърт Хувър за президент на САЩ Андрю Мелън е натоварен със задачата да се справи с Ал Капоне. Федералното правителство решава да се справи с проблема в 2 направления: укриване на данъци и Закона на Волстед. Нес е избран за ръководител на операциите по второто направление, като обект на неговото внимание са незаконните пивоварни и доставки на алкохол на Капоне.
Корупцията сред полицейските служители е голяма и Нес създава екип от надеждни хора от Министерството на финансите. Отначало екипът се състои от 50 души, по-късно намалява до 15 членове, а накрая остават само 11 души. Предприети са акции в дестилационните и пивоварните фабрики и за 6 месеца Нес конфискува собственост, оценявана на над 1 милион долара. Информацията за акциите идва главно от подслушване на телефонни разговори и телеграфни съобщения.
Капоне се опитва да подкупи Нес, който обаче публично отказва, и с това екипът му печели прякора „Недосегаемите“. Направени са опити за убийство на Нес като негов близък приятел е убит.
Усилията на Нес и неговите хора оказват голям ефект върху операциите на Капоне, но решаващо за делото срещу него е укриването на данъци. През 1931 г. Капоне е обвинен по 22 параграфа в укриване на данъци, както и в 5000 нарушения на Закона на Волстед. На 17 октомври 1931 г. Капоне е осъден на 11 години лишаване от свобода и след неуспешно обжалване започва да излежава присъдата си през 1932 г.
Нес получава повишение и е назначен за главен следовател в Бюрото за Сухия режим в Чикаго, а после и в Охайо. След отмяната на режима през 1933 г. заема поста директор по обществената сигурност в местното управление на Кливланд. Застава начело на кампания за прочистване на корумпираните полицейски и противопожарни структури и се заема с незаконните залагания и други развлечения. Нес прави добра кариера в Кливланд, но не успява да залови известен сериен убиец. През 1942 г. напуска работата, след като катастрофира по време на шофиране в нетрезво състояние.
Нес отива в гр. Вашингтон и работи за американското правителство. През 1944 г. напуска и става председател на „Дайболд Корпорейшън“ – охайска компания за сигурност. Кандидатира се за кмет на Кливланд през 1947 г. и е уволнен от „Дайболд“ през същата година. За последно работи в „Норт Ридж Индастриъл“ в Кудерспорт в щата Пенсилвания.
Умира от сърдечен удар на 16 май 1957 г., малко след като е публикувана неговата книга „Недосегаемите“. Прахът му е пръснат в малко езерце в гробището „Лейквю“ в Кливланд.
Има 3 брака, 2 развода и осиновено дете. Женен е за илюстраторката Евалин Нес от 1938 до 1946 г.